# 베를린 자유 대학교
베를린 자유 대학교(Freie Universität Berlin)는 독일 베를린에 소재한 네 개의 대학교 가운데 하나이다. 1948년에 설립되었으며 달렘(Dahlem) 지구에 중앙캠퍼스가 있다.
현재 베를린 자유 대학교는 베를린 훔볼트 대학교와 '의과대학인 샤리테(Charité)'를 공동 운영하고 있다. 베를린 자유 대학교는 독일 연구 재단(Deutsche Forschungsgemeinschaft, DFG)의 9개의 공동연구센터(Sonderforschungsbereich)를 주도하고 있다. 지금까지 14명의 학자들이 연구 실적에 대해서 주어지는 상으로 독일에서 가장 유명한 고트프리트 빌헬름 라이프니츠상(Gottfried-Wilhelm-Leibniz-Preis)을 받았다.

## 역사
냉전의 초기 베를린 훔볼트 대학교에서 학생과 교수들이 소련의 점령 이후 당국에 의한 통제가 나날이 강해지는 것에 반발하여 1948년 서베를린에 설립되었다. 베를린 자유 대학교라는 이름은 동베를린과 대조적으로 자유로운 세계의 일부였던 당시 서베를린의 상황에서 비롯되었다.
동독의 베를린 대학과 비교하기 위해서인지 미국의 지원으로 베를린 '자유'대라는 이름을 가지게 되었다.

## 대한민국 대학과의 교류
- 서울대학교 본부 : 1994년 10월 26일 학술교류와 학생교환에 관한 학술교류협정을 체결하였다.[3]
- 서울대학교 인문대학 : 2011년 7월 11일 대학원 간의 학술교류협정을 체결하였다.[3]

## 같이 보기
- 베를린 훔볼트 대학교
- 베를린 공과대학교
- 포츠담 대학교